# Staničení
Staničení, též piketáž, je takový způsob udávání vzdáleností, kdy je vzdálenost místa měřena vždy od určitého výchozího bodu. V technickém kreslení se jako kótování staničením označuje udání poloh vzhledem k téže základně (na rozdíl od obecného kótování, které udává vzdálenost mezi dvěma body). 

## Charakteristika
Staničení je používáno při popisu pozemních komunikací a železnic, kdy je nazýváno také kilometráž. V projektové dokumentaci se většinou udává v kilometrech či metrech s přesností na centimetry či milimetry, navenek (pro uživatele) je udáváno v kilometrech s přesností na hektometry. V evidenci české silniční a dálniční sítě (uzlový lokalizační systém) je udáváno s přesností na metry. Výchozím bodem (nultým kilometrem) je stanovený počátek dané komunikace (např. křižovatka, železniční stanice, odbočka).
U vodních toků je stanoveným výchozím bodem obvykle ústí řeky nebo potoka do jiného toku nebo vodní plochy.